# 阿靈頓海茨 (伊利諾伊州)
阿靈頓海茨（英語：Arlington Heights）是位於美國伊利諾伊州庫克縣的一個村落。

## 地理
阿靈頓海茨的座標為42°02′42″N 87°58′51″W / 42.04500°N 87.98083°W，而該地最高點為海拔高度214米（即702英尺）。

## 人口
根據2010年美國人口普查的數據，阿靈頓海茨的面積為43.08平方千米，當中陸地面積為43.00平方千米，而水域面積為0.08平方千米。當地共有人口19277人，而人口密度為每平方千米447人。